# Вармахлид

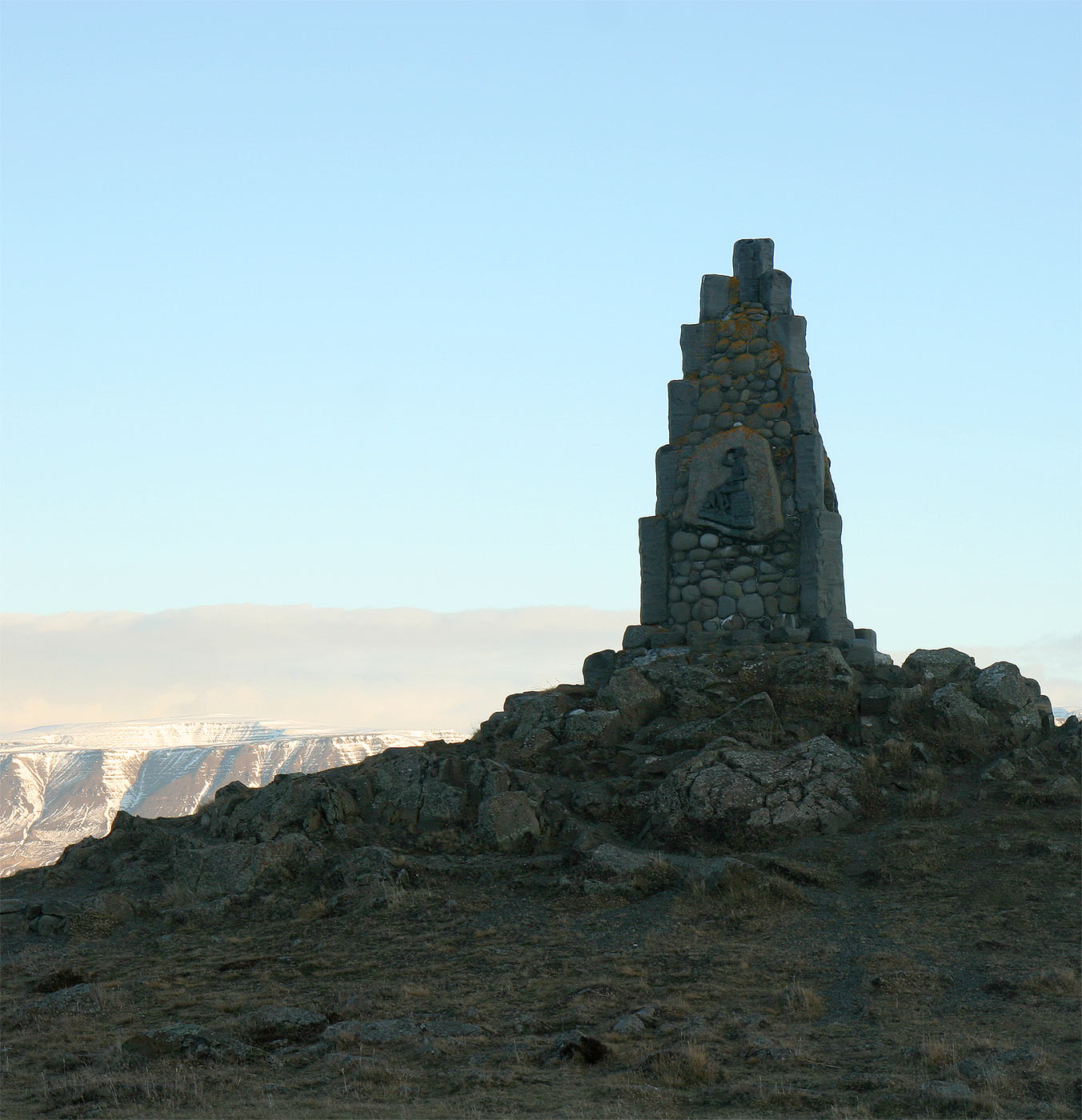
Памятник Стефану Стефанссону на перевале Ватнсскард

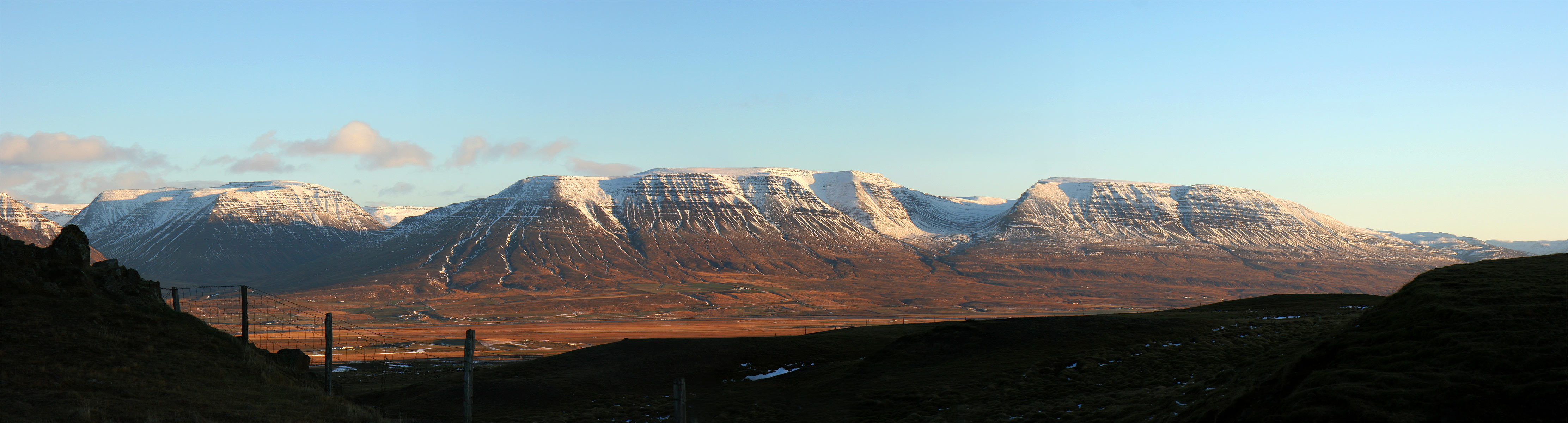
Вид на восток через Скагафьордур, с перевала Ватнсскард, к югу от Вармахлид

Вармахлид — небольшая деревня невдалеке от Скага-фьорда на севере Исландии.
Около 140 человек живут на восточном склоне холма, в честь которого назван город (varmur = теплый, hlíð = склон).
Вармахлид находится на Исландской окружной дороге, на пересечении с трассой 75, ведущей в Сёйдауркроукюр, который расположен примерно в 24 км к северу. Вармахлид находится в центре процветающего сельскохозяйственного района, где на протяжении веков процветало коневодство — развведение исландских лошадей. Район также изобилует геотермальной горячей водой, благодаря чему в Вармахлиде есть несколько теплиц с тропическими и субтропическими фруктами и овощами.
Вармахлид располагается высоко на западной стороне долины, на перекрестке дорог у подножия перевала Ватнсскард. Недалеко от Вармахлида, в Видимири, находится церковь с дерновой крышей, построенная в 1834 году, с великолепным алтарем 1727 года. Памятник исландскому поэту Стефану Стефанссону находится на перевале Ватнсскард.
Также в посёлке имеется концертный зал Мидгардюр, где функционирует один из самых известных мужских хоров Исландии Karlakórinn Heimir.